# Szívizomgyulladás
A szívizomgyulladás vagy myocarditis a szívizom gyulladásos megbetegedése. Többféle kórokozó által is kiváltott betegség, így vírusok, legfőképp Coxsackie- vagy adenovírusok, baktériumok (Streptococcus utóbetegségek), de citosztatikumok, vegyszerek is okozhatják. Egyes betegeknél autoimmun folyamat hatására alakul ki.

## Lefolyása
A szívizom gyulladása következtében megkezdődik a szívizomsejtek pusztulása. 
Emiatt a szív szisztolés és diasztolés funkciózavara jön létre. A szív ezt képes kompenzálni egy ideig, az esetek többségében a beteg általános tüneteket produkál, amelyek átmenetiek és enyhék. 
Ritkább esetben, hosszabb ideig fennálló betegségnél keringési elégtelenség következik be és a folyamat krónikussá válása után szívizomelfajulás (cardiomyopathia) jelentkezik.
Újszülött és csecsemőkorban a tüneteket produkáló betegség végkifejlete 50-75%-ban halálos. Ilyen tünetek a sápadtság, szürkés bőrszín, szapora légzés, emelkedett szívritmus. Kisded és gyermekkorban gyakran vírusos eredetű nátha után pár héttel jelentkeznek a tünetek, mint például a feltűnő keringészavar. Nagyobb gyermek és felnőttkorban a tünetek általában enyhék, de hosszan tartóak is lehetnek. Idősekre a betegség szintén veszélyes, rosszabb prognózisú.
A diagnózist képalkotó eljárásokkal állítják fel, ilyen a CT, az MRI, az ultrahangos szívvizsgálat. A szív elektromos tevékenységének vizsgálatára szolgál az EKG.

## Kezelése
Függ a szívizom károsodásától és a betegség valódi okától. Ha kideríthető – a járulékos kezelések mellett – az oki terápiára kell törekedni. Enyhe esetben is szigorú ágynyugalomra van szükség. Az esetleges szívritmuszavar megfigyelése és gyógyszeres kezelése szükséges.

## Reumás láz
A reumás láz a kötőszövet nem gennyes gyulladása, amely érinti az ízületeket, a központi idegrendszert, a bőr alatti kötőszövetet. Oka a szervezet túlérzékenysége, rendellenes immunválasza a Streptococcus fertőzés után, antigéneket hordozó szövetekkel szemben. Leggyakoribb esetben a tünetei szívizomgyulladás, nagy ízületek vándorlása, bőrpír, duzzanat, bőrkiütés.
A régi orvoslás találóan fogalmaz: "A reuma az ízületeket csak nyaldossa, de a szívbe beleharap."
A 20. század közepén még itthon is elterjedt betegség volt, ma a fejlett egészségüggyel rendelkező országokban már egyre ritkábban fordul elő.

## Megjegyzés
A szívfalat alkotó rétegek gyulladásos megbetegedése a szívfalat alkotó három réteget külön-külön és együttesen is megbetegíthetik. A szívbelhátya gyulladása az (endocaditis), a szívburok gyulladása a (pericarditis), a középső, izomréteg gyulladása a (myocarditis), a szívfal mindhárom rétegének együttes gyulladása a (pancarditis).